# Jim Chapman
James "Jim" Alexander Chapman – australijski zapaśnik walczący w stylu wolnym. Srebrny medalista igrzysk wspólnoty narodów w 1950 roku.